# Svetovni pokal v smučarskih poletih 2011
Svetovni pokal v smučarskih poletih 2011 je bila štirinajsta uradna sezona svetovnega pokala v smučarskih poletih nagrajena z malim globusom kot del iste sezone svetovnega pokala v smučarskih skokih.

## Koledar

### Moški
| Št. | Sezona | Datum            | Kraj       | Letalnica                                  | Vel. | Zmagovalec                                | Drugi               | Tretji                | Rumena majica         | Ref.  |
| --- | ------ | ---------------- | ---------- | ------------------------------------------ | ---- | ----------------------------------------- | ------------------- | --------------------- | --------------------- | ----- |
| 79  | 1      | 8. januar 2011   | Harrachov  | Čerťák HS205 (nočna)                       | LE   | Martin Koch                               | Thomas Morgenstern  | Adam Małysz           | Martin Koch           | [ 2 ] |
| 80  | 2      | 9. januar 2011   | Harrachov  | Čerťák HS205                               | LE   | Thomas Morgenstern                        | Simon Ammann        | Roman Koudelka        | Thomas Morgenstern    | [ 3 ] |
| 81  | 3      | 5. februar 2011  | Oberstdorf | Heini-Klopfer-Skiflugschanze HS213 (nočna) | LE   | Martin Koch                               | Tom Hilde           | Gregor Schlierenzauer | Martin Koch           | [ 4 ] |
| 82  | 4      | 12. februar 2011 | Vikersund  | Vikersundbakken HS225 (nočna)              | LE   | Gregor Schlierenzauer Johan Remen Evensen |                     | Simon Ammann          | Martin Koch           | [ 5 ] |
| 83  | 5      | 13. februar 2011 | Vikersund  | Vikersundbakken HS225                      | LE   | Gregor Schlierenzauer                     | Johan Remen Evensen | Adam Małysz           | Gregor Schlierenzauer | [ 6 ] |
| 84  | 6      | 18. marec 2011   | Planica    | Letalnica bratov Gorišek HS215             | LE   | Gregor Schlierenzauer                     | Thomas Morgenstern  | Martin Koch           | Gregor Schlierenzauer | [ 7 ] |
| 85  | 7      | 20. marec 2011   | Planica    | Letalnica bratov Gorišek HS215             | LE   | Kamil Stoch                               | Robert Kranjec      | Adam Małysz           | Gregor Schlierenzauer | [ 8 ] |

### Ekipno
| Št. | Sezona | Datum           | Kraj       | Letalnica                          | Vel. | Zmagovalec                                                                          | Drugi                                                                     | Tretji                                                                         | Rumena majica | Ref.   |
| --- | ------ | --------------- | ---------- | ---------------------------------- | ---- | ----------------------------------------------------------------------------------- | ------------------------------------------------------------------------- | ------------------------------------------------------------------------------ | ------------- | ------ |
| 10  | 1      | 6. februar 2011 | Oberstdorf | Heini-Klopfer-Skiflugschanze HS213 | LE   | AvstrijaThomas Morgenstern · Andreas Kofler · Gregor Schlierenzauer · Martin Koch · | NorveškaJohan Remen Evensen Anders Jacobsen Bjørn Einar Romøren Tom Hilde | NemčijaMichael Neumayer · Richard Freitag · Michael Uhrmann · Severin Freund · | Avstrija      | [ 9 ]  |
| 11  | 2      | 19. marec 2011  | Planica    | Letalnica bratov Gorišek HS215     | LE   | AvstrijaGregor Schlierenzauer · Martin Koch · Andreas Kofler · Thomas Morgenstern · | NorveškaAnders Bardal Johan Remen Evensen Bjørn Einar Romøren Tom Hilde   | SlovenijaPeter Prevc Jernej Damjan Jurij Tepeš Robert Kranjec                  | Avstrija      | [ 10 ] |

## Lestvica
| Uvr. | po 7 tekmah           | 08/01/2011 Harrachov | 09/01/2011 Harrachov | 05/02/2011 Oberstdorf | 12/02/2011 Vikersund | 13/02/2011 Vikersund | 18/03/2011 Planica | 20/03/2011 Planica | Skupaj |
| ---- | --------------------- | -------------------- | -------------------- | --------------------- | -------------------- | -------------------- | ------------------ | ------------------ | ------ |
| 1    | Gregor Schlierenzauer | 45                   | 20                   | 60                    | 100                  | 100                  | 100                | 50                 | 475    |
| 2    | Martin Koch           | 100                  | 29                   | 100                   | 36                   | 36                   | 60                 | 26                 | 387    |
| 3    | Thomas Morgenstern    | 80                   | 100                  | 15                    | 22                   | 45                   | 80                 | 36                 | 378    |
| 4    | Adam Małysz           | 60                   | 50                   | 40                    | 45                   | 60                   | 32                 | 60                 | 347    |
| 5    | Simon Ammann          | 40                   | 80                   | 26                    | 60                   | 50                   | 40                 | 15                 | 311    |
| 6    | Johan Remen Evensen   | 20                   | 15                   | 18                    | 100                  | 80                   | 29                 | 29                 | 291    |
| 7    | Tom Hilde             | 36                   | 36                   | 80                    | 50                   | 32                   | 18                 | 11                 | 263    |
| 8    | Robert Kranjec        | 50                   | 40                   | 16                    | 29                   | 12                   | 15                 | 80                 | 242    |
| 9    | Kamil Stoch           | 15                   | 18                   | 24                    | 24                   | 24                   | 36                 | 100                | 241    |
| 10   | Matti Hautamäki       | 8                    | 2                    | 29                    | 26                   | 29                   | 50                 | 2                  | 146    |
| 11   | Roman Koudelka        | 26                   | 60                   | 20                    | 8                    | 0                    | 7                  | 12                 | 133    |
| 12   | Wolfgang Loitzl       | 22                   | 45                   | 8                     | —                    | —                    | 13                 | 32                 | 120    |
| 13   | Daiki Itō             | —                    | —                    | 45                    | 32                   | 0                    | 20                 | 16                 | 113    |
| 14   | Bjørn Einar Romøren   | 32                   | 32                   | —                     | —                    | —                    | 26                 | 22                 | 112    |
| 15   | Severin Freund        | —                    | —                    | 50                    | —                    | —                    | 14                 | 40                 | 104    |
| 16   | Anders Jacobsen       | —                    | —                    | 22                    | 40                   | 22                   | 16                 | 3                  | 103    |
| 17   | Anders Bardal         | 7                    | 0                    | 0                     | —                    | —                    | 45                 | 45                 | 97     |
| 18   | Ole Marius Ingvaldsen | 14                   | 22                   | —                     | 16                   | 26                   | 0                  | 9                  | 87     |
| 19   | Michael Neumayer      | 18                   | 24                   | 9                     | 18                   | 0                    | 4                  | 6                  | 79     |
| 20   | Jurij Tepeš           | 16                   | 14                   | 0                     | 0                    | 7                    | 22                 | 10                 | 69     |
| 21   | Andreas Kofler        | —                    | —                    | 36                    | —                    | —                    | 24                 | 8                  | 68     |
| 22   | Janne Happonen        | —                    | —                    | 11                    | 13                   | 40                   | —                  | —                  | 64     |
| 23   | Jan Matura            | 24                   | 11                   | 0                     | 0                    | 0                    | 8                  | 20                 | 63     |
|      | Emmanuel Chedal       | —                    | —                    | 10                    | 20                   | 9                    | —                  | 24                 | 63     |
| 25   | Olli Muotka           | 13                   | 16                   | 0                     | 12                   | 18                   | 2                  | —                  | 61     |
| 26   | Stefan Thurnbichler   | 32                   | 7                    | —                     | 9                    | —                    | 11                 | —                  | 59     |
| 27   | Borek Sedlák          | 12                   | 26                   | —                     | 2                    | 0                    | —                  | —                  | 40     |
|      | Andrea Morassi        | 4                    | 10                   | 0                     | 10                   | 16                   | 0                  | —                  | 40     |
| 29   | Jakub Janda           | 9                    | 0                    | 0                     | 11                   | 14                   | 3                  | —                  | 37     |
| 30   | Michael Uhrmann       | —                    | —                    | 32                    | —                    | —                    | —                  | —                  | 32     |
| 31   | Rune Velta            | —                    | —                    | —                     | 15                   | 15                   | —                  | —                  | 30     |
|      | Noriaki Kasai         | —                    | —                    | 13                    | 6                    | 11                   | —                  | —                  | 30     |
| 33   | Shōhei Tochimoto      | —                    | —                    | 2                     | 14                   | 13                   | —                  | —                  | 29     |
| 34   | Denis Kornilov        | 2                    | 5                    | —                     | 0                    | 20                   | —                  | 1                  | 28     |
|      | Stefan Hula           | 10                   | 13                   | —                     | —                    | —                    | 1                  | 4                  | 28     |
| 36   | Peter Prevc           | —                    | —                    | —                     | —                    | —                    | 10                 | 14                 | 24     |
| 37   | Manuel Fettner        | —                    | —                    | 3                     | —                    | —                    | 0                  | 18                 | 21     |
| 38   | Pavel Karelin         | —                    | —                    | 6                     | —                    | —                    | 0                  | 13                 | 19     |
|      | Jernej Damjan         | —                    | —                    | 0                     | 0                    | 0                    | 12                 | 7                  | 19     |
|      | Piotr Żyła            | —                    | —                    | 4                     | 0                    | 10                   | 5                  | —                  | 19     |
| 41   | Lukáš Hlava           | 0                    | 4                    | 5                     | 4                    | 5                    | –                  | –                  | 18     |
| 42   | Andreas Stjernen      | —                    | —                    | —                     | 7                    | 8                    | —                  | —                  | 15     |
| 43   | Kalle Keituri         | —                    | —                    | 14                    | —                    | —                    | 0                  | —                  | 14     |
|      | Fumihisa Yumoto       | —                    | —                    | 13                    | 0                    | 1                    | —                  | —                  | 13     |
| 45   | Martin Schmitt        | 1                    | 12                   | —                     | —                    | —                    | —                  | —                  | 13     |
|      | Felix Schoft          | 11                   | 0                    | —                     | —                    | 2                    | —                  | —                  | 13     |
|      | Maximilian Mechler    | 0                    | 9                    | —                     | 0                    | 4                    | 0                  | —                  | 13     |
|      | Tomaž Naglič          | 5                    | 8                    | —                     | 0                    | 0                    | —                  | —                  | 13     |
| 49   | Sebastian Colloredo   | 0                    | 0                    | 0                     | —                    | —                    | 9                  | —                  | 9      |
|      | Taku Takeuchi         | —                    | —                    | 0                     | 3                    | 6                    | —                  | —                  | 9      |
|      | Vegard Haukø Sklett   | 0                    | 6                    | —                     | 0                    | 3                    | —                  | —                  | 9      |
| 52   | Richard Freitag       | —                    | —                    | 7                     | —                    | —                    | —                  | —                  | 7      |
| 53   | Dejan Judež           | —                    | —                    | —                     | —                    | —                    | 6                  | —                  | 6      |
|      | Kazuya Yoshioka       | 6                    | 0                    | —                     | —                    | —                    | —                  | —                  | 6      |
| 55   | Davide Bresadola      | —                    | —                    | —                     | 5                    | 0                    | —                  | —                  | 5      |
|      | Anssi Koivuranta      | —                    | —                    | —                     | —                    | —                    | 0                  | 5                  | 5      |
| 57   | Mario Innauer         | 0                    | 3                    | —                     | —                    | —                    | —                  | —                  | 3      |
|      | Ilya Rosliakov        | 3                    | 0                    | —                     | —                    | —                    | —                  | —                  | 3      |
| 59   | Andreas Wank          | —                    | —                    | —                     | 1                    | 0                    | —                  | —                  | 1      |
|      | Pascal Bodmer         | —                    | —                    | 1                     | —                    | —                    | —                  | —                  | 1      |
|      | Fredrik Balkåsen      | 0                    | 1                    | —                     | —                    | —                    | —                  | —                  | 1      |

| Uvr. | po 9 tekmah | Točke |
| ---- | ----------- | ----- |
| 1    | Avstrija    | 2411  |
| 2    | Norveška    | 1707  |
| 3    | Poljska     | 885   |
| 4    | Slovenija   | 773   |
| 5    | Finska      | 640   |
| 6    | Nemčija     | 763   |
| 7    | Češka       | 491   |
| 8    | Japonska    | 400   |
| 9    | Švica       | 311   |
| 10   | Francija    | 113   |
| 11   | Italija     | 54    |
| 12   | Rusija      | 50    |
| 13   | Švedska     | 1     |

## Zaznamek
1. ↑  samo ena izpeljana serija zaradi vremenskih razmer.